# عبد الهادي الشيرازي
السيّد عبد الهادي بن إسماعيل بن رضي الحسيني الشيرازي (1888 - 11 يوليو 1962) (1305 - 9 صفر 1382) فقيه جعفري عراقي. ولد في سامراء ودرس في النجف. له شعر بالعربية والفارسية. من كتبه وسيلة النجاة وتوضيح المسائل وحاشية العروة الوثقى. كان أحد مراجع الشيعة الإثني عشريَّة في العراق، وينتسب لأسرة الشيرازي المعروفة الأوساط الشيعيَّة. وكان له دورٌ في القيادة الدينيَّة والسياسيَّة للطائفة الشيعيَّة في العراق.

## نبذة بسيطة
ولد الشيرازي عام 1305 هـ بمدينة سامراء - التي تعد مدينة مقدسة عند الشيعة الاثني عشرية - في العراق، ونشأ وترعرع في سامراء، ودرس شيئاً من الدراسات الحوزوية فيها، ثم سافر إلى مدينة النجف عام 1326 هـ لإكمال دراسته، وأخذ يلقي الدروس في بيته هناك، ولما لم يسع المكان لكثرة الحضور في درسه؛ انتقل بتدريسه إلى‌ مسجد الترك في منطقة الحويش.
ودرس على يد عدد من المراجع ورجال الدين في النجف؛ كان منهم: فتح الله الأصفهاني - المعروف بشيخ الشريعة الأصفهاني -، ومحمد كاظم الخراساني - المعروف بالآخوند الخراساني -، ومحمد حسين الغروي النائيني، ومحمد تقي الشيرازي، وضياء الدين العراقي، وعلي الشيرازي.

## تلامذته
| - محمد علي الموحد الأبطحي. - سیدابوالفضل فاطمی النایینی الطباطبایي. - عبد الكريم الموسوي الأردبيلي. - عبد العزيز الطباطبائي اليزدي. - محمد طاهر آل الشيخ راضي. - عز الدين الحسيني الزنجاني. - حسين الراستي الكاشاني. - ناصر مكارم الشيرازي. - حسين وحيد الخراساني. |  | - أحمد الأنصاري. - عبد الرؤوف فضل الله. - محمد سعيد فضل الله. - علي الفاني الأصفهاني. - عبد المنعم الفرطوسي. - محمد علي الأُردبادي. - أسد الله المدني. - محمد تقي بحر العلوم. |  | - محيي الدين المامقاني. - م‍ح‍م‍د ت‍ق‍ي ال‍ج‍ع‍ف‍ري. - محمد رضا المظفر. - محمد الحسيني الروحاني. - جواد التبريزي. - موسى الصدر. |

## مؤلفاته
| - دار السلام في أحكام السلام في شرع الإسلام. - توضيح المسائل. رسالة عمليَّة باللغة الفارسية. - رسالة في اجتماع الأمر والنهي. - رسالة في اللباس المشكوك. - تعليقة على العروة الوثقى. يحتوي تعليقاته على مسائل كتاب العروة الوثقى لمحمد كاظم اليزدي. | - رسالة في الاستصحاب. - رسالة في الرضاع. - مناسك الحج. رسالة فارسيَّة في أحكام الحج. - ديوان شعر. ديوان شعر باللغتين العربيَّة والفارسيَّة. - ذخيرة العباد. |

## شعره
كان الشيرازي ناظماً للشعر العربي الفصيح والفارسي، وله ديوان شعرٍ مطبوع، ومن شعر له في مدح أبي طالب:
أبو طالب حامي الحقيقة سيّد ** تزان به البطحاء في البر والبحر
أبو طالب والخيل والليل واللوا ** له شهدت في ملتقى الحرب بالنصر
أبو الأوصياء الغر عمّ محمّد ** تضوع به الأحساب عن طيب النجر

## وفاته
توفي الشيرازي في التاسع من صفر 1382 هـ بمدينة النجف، ودفن بالصحن الحيدري.

## وصلات خارجية
- السيد عبد الهادي الشيرازي شاعراً
- شعر للسيد الشيرازي